# Fight Night Champion
Fight Night Champion видеоигра в жанре бокса разработанная EA Canada и опубликованная EA Sports. Это пятая игра в серии Fight Night которая вышла 1 марта 2011 года для Playstation 3 и Xbox 360.
Игра была анонсирована 7 июля 2010 года в студии EA Sports.
Игра делает резкий поворот в сторону, в отличие от своих предшественников. Настройки анимаций и повреждения игрока, которые «по-настоящему передают жестокость бокса».
Первая игра EA Sports в которой есть настоящий голливудский сюжет в чемпионском режиме. История повествует о карьере Андре Бишопа, талантливого молодого боксёра который вынужден преодолевать большие неудачи, в том числе тюремное заключение и коррумпированные бои. Чемпионский режим предназначен для передачи жестокости и тяготы спорта по боксу.
Версия IOS в игре была опубликована HB Studios.
Первая игра EA Sports которая имеет рейтинг М от ESRB в Северной Америке. iOS версия была выпущена немного позже консольных версий.

## Режим Champion

### Сюжет
Боксёр Андре Бишоп отбывает срок в исправительном учреждении. После победы в тюремном матче против другого заключённого, он был загнан в угол и зверски избит несколькими заключёнными и противником по бою. Бишоп просыпается тяжело раненным и побитым.
Появляется Флешбэк который показал историю Бишопа четырёхлетней давности. Профессиональная карьера Бишопа начинается после победы над девятикратным любительским чемпионом Джоэлом Савоном, который даёт ему признание в качестве соперника. После нескольких успешных боев, к Бишопу и его тренеру Гусу Кариси обращается Д.Л Маккуин, известный промоутер боев и давнишний враг Кариси, и предлагает содействовать Андре под руководством его дочери Меган. После двух отказов, завязывается спор между нечестным промоутером и Бишопом. Маккуин продолжает призывать Андре подписать контракт с ним, но он каждый раз даёт отказ. Вскоре Андре был арестован продажными полицейскими. Андре затем приговорён к нескольким годам тюремного заключения.
Вскоре после восстановления от полученных травм, Андре начинает тренироваться сам и поддерживать себя в форме, находясь в заключении. Он приходит в ярость, узнав, что его брат, Раймонд, стал профессиональным бойцом в супер тяжелом весе благодаря Маккуин Промоушенс, компании, из-за которой Андре попал в тюрьму. Вскоре после освобождения, Раймонд устраивает его на работу в качестве помощника тренера. Андре побеждает двух тяжеловесов в ходе очередных сессий спаррингов. Меган подходит к нему вскоре после этого и предлагает вернуться в профессиональный спорт, а также рассказывает, что ушла из бизнеса отца из-за разногласий. Гус становится тренером Андре и помогает ему вернуться на ринг как бойцу в тяжелом весе, что было неожиданно.
После нескольких успешных боев брата, Андре хочет помочь ему повысить шансы против Исаака Фроста, тяжеловеса чемпиона мира. Во время боя, Андре падает, но не встаёт для того, чтобы его брат смог выиграть титул. Раймонд встречается с Фростом, и проигрывает в первом раунде нокаутом. Возмущённый, Андре вызывает Фроста на бой и побеждает нокаутом. Он становится чемпионом мира в супертяжёлом весе, а Маккуин арестован, его грязный бизнес на счет Андре раскрываются.

### Персонажи
- Андре Бишоп — главный герой игры, Андре начинает свою профессиональную карьеру как талантливый боксёр с большой перспективой. Тем не менее, его мечты пойти по стопам своего отца и получить титул чемпиона мира в скором времени разрушены после того как он был арестован двумя продажными полицейскими.
- Д. Л. Маккуин — известный промоутер боев, МакКуин известен своим горячим нравом и недолгими партнёрскими отношениями с профессиональными бойцами. Он уже давно презирал Гуса Кариси, тренера Андре, за его известность.
- Гус Кариси — лояльный тренер Андре и менеджер, Гус ранее обучал отца Андре, который также был талантливым бойцом. Он взял под опеку обоих, Андре и Раймонда, после смерти их отца. Опытный тренер, Гус понимает истинную жестокость бокса и тяжёлую работу, необходимую для его преодоления.
- Раймонд Бишоп — младший брат Андре, Раймонд также проводит профессиональную карьеру в боксе, как тяжеловес. Раймонд расстраивает Андре, когда он решает оставить Гуса и подписать контракт с Маккуином. Как только Андре становится высококлассным супертяжеловесом, Раймонд начинает завидовать и хочет сразиться с ним.
- Меган Маккуин — дочь Маккуина, Меган начинает как менеджер компании её отца, но уходит из за их общих разногласий. Затем она становится самостоятельным менеджером и берёт управление Андре себя.
- Айзек Фрост — боец в супертяжёлом весе, который завоевал титул вскоре после начала его профессиональной карьеры. Он защищает свой титул несколько раз. Жестоко избивает Раймонда Бишопа, младшего брата Андре Бишопа.
- Франко — коррумпированный полицейский и телохранитель, который помогает Маккуину в деле с Андре.

## Боксёры
В Fight Night Champion более 50 боксёров в общей сложности в семи весовых категориях, что делает крупнейшим списком с боксёрами в серии. Существуют дополнительные бойцы доступные через загружаемый контент не в свободном доступе.
 В тяжёлом
- Майк Тайсон
- Мухаммед Али
- Виталий Кличко
- Владимир Кличко
- Леннокс Льюис
- Крис Арреола
- Эдди Чемберс
- Джордж Форман
- Джо Фрейзер
- Дэвид Хэй
- Эвандер Холифилд
- Сонни Листон
- Томми Моррисон
- Баттербин (Эрик Эш)
- Джек Демпси (DLC)
- Джек Джонсон (DLC)
- Джо Луис (DLC)
- Рокки Марчиано (DLC)
- Флойд Паттерсон (DLC)

В полутяжёлом весе
- Джо Кальзаге
- Чэд Доусон
- Бернард Хопкинс
- Рой Джонс-младший

Средний
- Марвин Хаглер
- Джейк Ламотта
- Эрисланди Лара
- Рэй Леонард
- Питер Манфредо
- Энтони Мандайн
- Карлос Монсон
- Серхио Мора
- Келли Павлик
- Рэй Робинсон
- Джермейн Тейлор
- Фернандо Варгас
- Рональд Райт
- Дэниэл Джейкобс
- Томас Хернс (DLC)
- Бернард Хопкинс (DLC)
- Рой Джонс-младший (DLC)

Полусредний
- Эмануэль Огастес
- Тим Брэдли
- Хулио Сесар Чавес
- Мигель Анхель Котто
- Оскар Де Ла Хойя
- Рикки Хаттон
- Томас Хернс
- Кендалл Холт
- Заб Джуда
- Рэй Леонард
- Шейн Мозли
- Виктор Ортис
- Мэнни Пакьяо
- Роберто Дуран (DLC)
- Пернелл Уитакер (DLC)

Легкий
- Диего Корралес
- Роберто Дуран
- Роберт Герреро
- Джесси Джеймс Лейха
- Винни Паз
- Пернелл Уитакер
- Оскар Де Ла Хойя (DLC)
- Мэнни Пакьяо (DLC)

Полулегкий вес
- Билли Диб
- Юриоркис Гамбоа
- Кевин Келли
- Мэнни Пакьяо (DLC)

Легчайший
- Нонито Донэр

## Отзывы
| Сводный рейтинг | Сводный рейтинг | Сводный рейтинг |
| Издание         | Оценка          | Оценка          |
| Издание         | PS3             | Xbox 360        |
| --------------- | --------------- | --------------- |
| GameRankings    | 83,68 %         | 86,64 %         |

## Остальные ссылки
Официальный сайт игры